# Birgithe Kühle
Birgithe Lykke Kühle, född Solberg 1762 i Köpenhamn, död 1832 i Sønderby, var en norsk (ursprungligen dansk) journalist och redaktör. Hon har kallats Norges första kvinnliga journalist. Hon var också pjäsförfattare och skådespelare.

## Biografi
Birgithe Kühle var dotter till kaptenen och grossisten Søren Lykke Solberg och Anne Marie Staal och gifte sig 1780 med den danske majoren Carl Nicolai Christian von Kühle (1748–1812), och flyttade med honom till Bergen i Norge 1786 sedan han hade fått en tjänst där.
Birgithe Kühle utgav veckotidningen Provincial-Lecture, som utkom med 52 nummer 1794–1795. Den innehöll populärvetenskap, romaner, noveller och vetenskapliga artiklar. Det mesta av tidningens innehåll bestod av artiklar översatta från franska, engelska och tyska tidningar. 
Kühle medverkade också som skådespelare och pjäsförfattare vid Det Dramatiske Selskab i Bergen, som hade grundats av maken 1794 och där han var direktör 1794–1801. Åren 1791–1794 hade hon också medverkat i makens tillfälliga amatörteater i Bergen, som då var den första teatern i staden.
Birgithe Kühle flyttade tillbaka till Danmark 1802, där maken hade fått en tjänst som tullkassör i Horsens.